# Marc Reugebrink

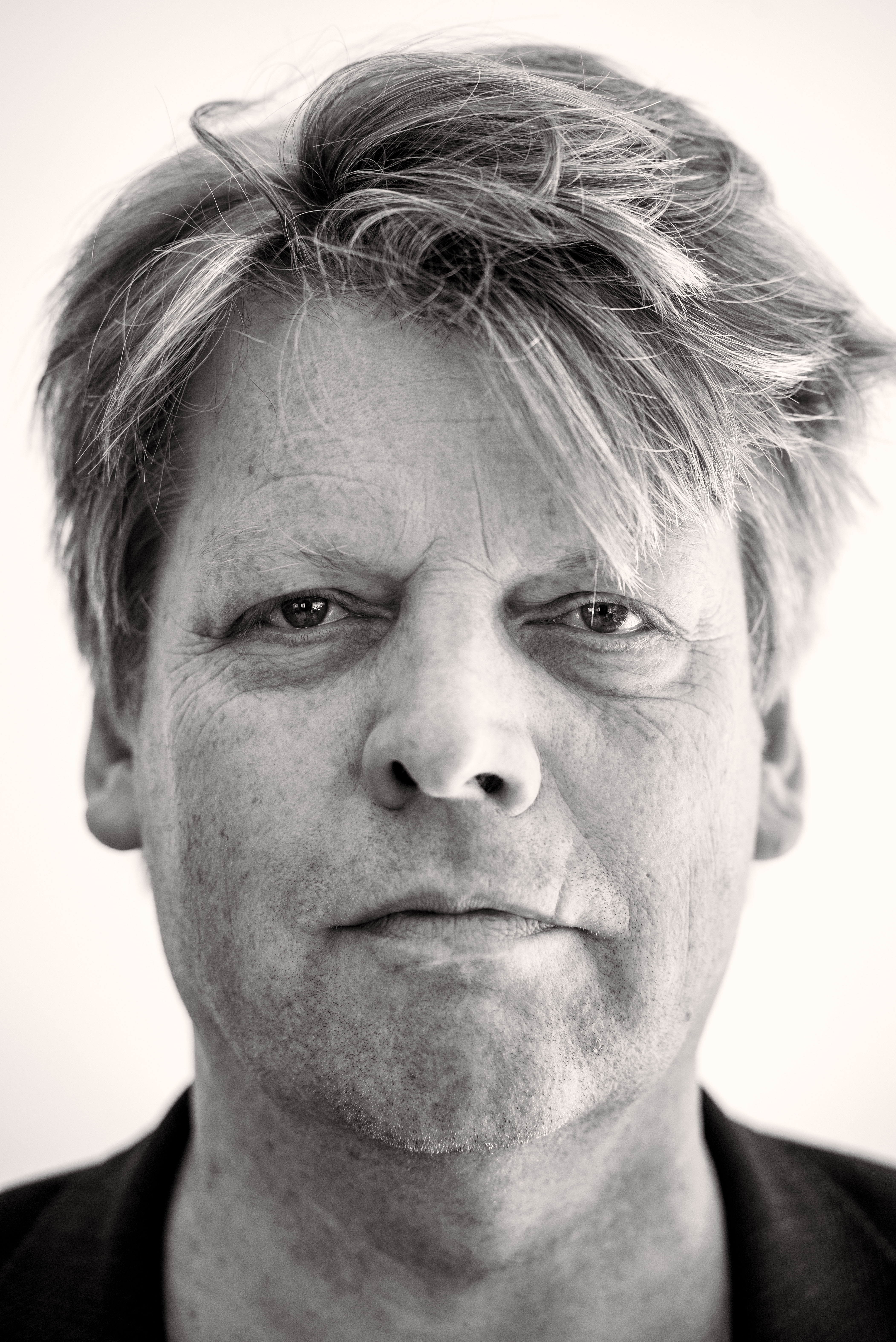
Marc Reugebrink (maart 2014)

Marc Reugebrink (Goor, 12 augustus 1960) is een Nederlands dichter, essayist en schrijver.

## Opleiding
Reugebrink woonde jarenlang in Groningen, waar hij studeerde aan zowel de lerarenopleiding Ubbo Emmius (Nederlands en Engels) als de universiteit (Nederlandse taal- en letterkunde). Hij was voorts nog vier jaar als aio aan die universiteit verbonden. Al tijdens zijn studie trad hij toe tot de redactie van het literatuurfestival Herfstschrift, waarvan hij tot begin jaren negentig deel uitmaakte.

## Poëzie
In 1987 won Reugebrink voor een aantal van zijn gedichten het Hendrik de Vriesstipendium van de stad Groningen, juist voordat hij in 1988 als dichter debuteerde met Komgrond (De Bezige Bij). Hij kreeg voor die bundel de Lucy B. en C.W. van der Hoogtprijs. Er volgden enkele bibliofiele uitgaven, en in 1991 verscheen Wade.
Inmiddels schreef Reugebrink poëzierecensies voor het Nieuwsblad van het Noorden (thans: Dagblad van het Noorden) en De Groene Amsterdammer. Voor beide bladen zou hij later ook proza en essays bespreken. Begin jaren negentig recenseerde hij ook, zij het kort, voor de Volkskrant poëzie.

## Tijdschriften
In 1990 trad Reugebrink toe tot de redactie van een nieuw literair tijdschrift, De XXIe Eeuw, een vervolg op het inmiddels ter ziele gegane tijdschrift De Held. Het tijdschrift verscheen van 1990 tot 1993 bij Uitgeverij Bert Bakker en de redactie bestond naast Reugebrink nog uit Xandra Schutte en Joost Niemöller. In
1994 trad hij toe tot de juist vernieuwde redactie van het algemeen-culturele tijdschrift De Gids , dat toen nog werd uitgegeven door Meulenhoff. Hij verliet de redactie in 1999. Later zou Reugebrink — van 2001 tot en met 2008 — nog redacteur en redactiesecretaris zijn van het onafhankelijke Vlaamse literaire tijdschrift yang

## Proza en essay
In 1995 verhuisde Reugebrink naar Leeuwarden, waar hij in het bestuur van de Stichting Literaire Activiteiten Leeuwarden zat. In 1997 vertrok hij naar Haarlem, alvorens zich een jaar later te vestigen in Gent, waar hij thans nog woont en werkt. In 1998 was Wild vlees verschenen, zijn eerste roman. Op instigatie van het literaire tijdschrift Parmentier werd van deze roman een toneelstuk gemaakt in samenwerking met regisseur Jeroen Kriek van Growing Up in Public en met het Arnhemse InDependance. Het stuk (een monoloog) beleefde meerdere opvoeringen in Arnhem, Nijmegen, Leeuwarden en Amsterdam. In 2002 verscheen bij Meulenhoff de essaybundel De inwijkeling, en in 2004 Touchdown, zijn tweede roman (longlist Gouden Uil en longlist Librisprijs). In 2007 verscheen de roman Het grote uitstel bij Meulenhoff / Manteau. De roman won in 2008 De Gouden Uil Literatuurprijs, stond verder nog op de 'Tiplijst' van de AKO, was genomineerd voor De Inktaap en de Gerard Walschapprijs. In 2010 verscheen bij dezelfde uitgever de roman Menens. In 2014 volgde Het Belgisch huwelijk bij De Bezige Bij Antwerpen. In 2016 kwam Het huis van de zalmen uit bij Querido Amsterdam. In 2019 verscheen Zout bij Querido Amsterdam.
- Bibliothèque nationale de France: cb16258143v (data)
- Digitale Bibliotheek voor de Nederlandse Letteren: reug001
- Gemeinsame Normdatei: 173220649
- International Standard Name Identifier: 0000 0003 6351 3738
- Library of Congress Control Number: no93028629
- Nationale Bibliotheek van Tsjechië: mub20221158267
- Nederlandse Thesaurus van Auteursnamen: 073281654
- Système universitaire de documentation: 191677612
- Virtual International Authority File: 227735834
- WorldCat: E39PBJmXKQQjDrPxvgkhMgTrbd